# Актуализм (геология)

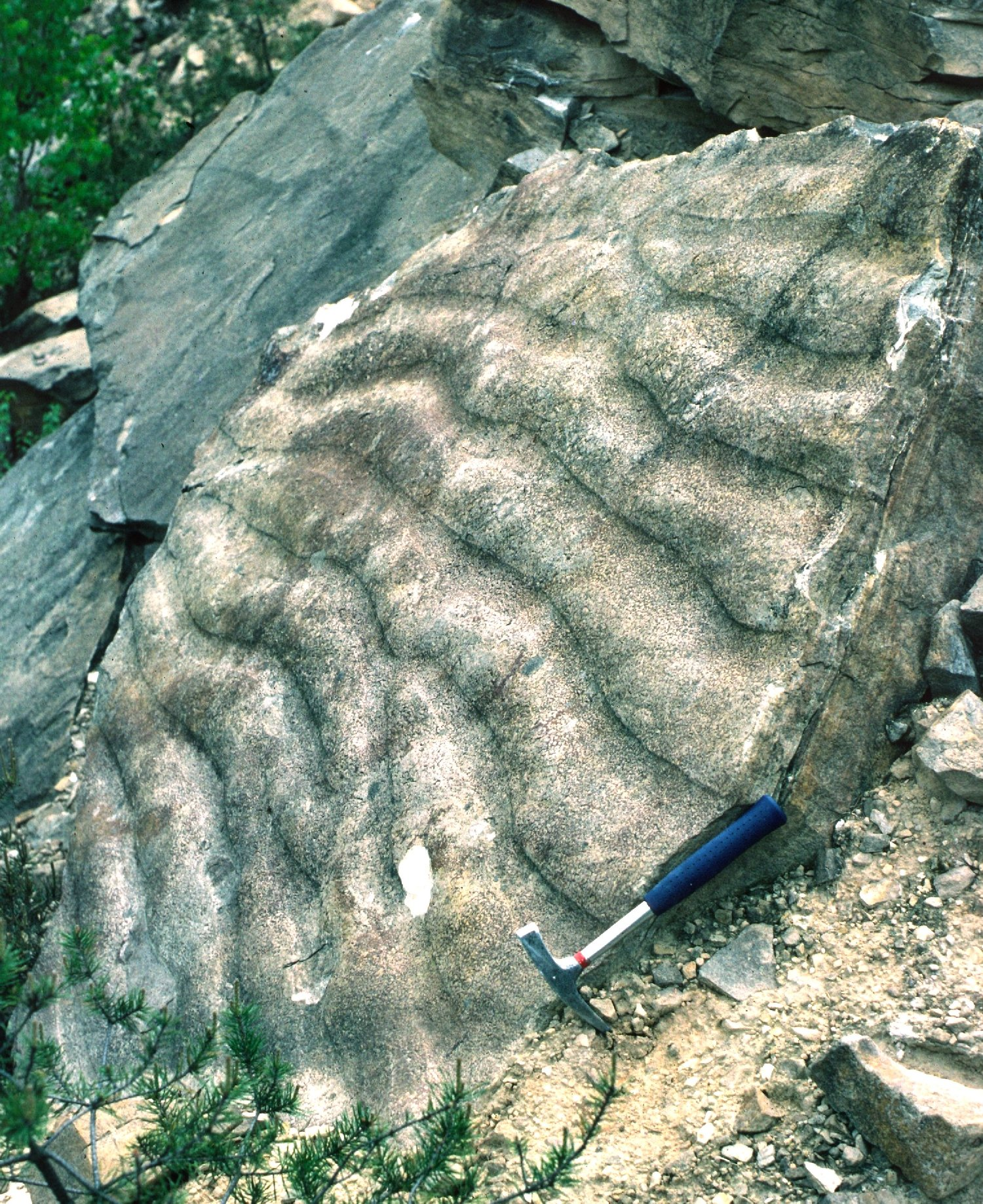
Ископаемая русловая гряда

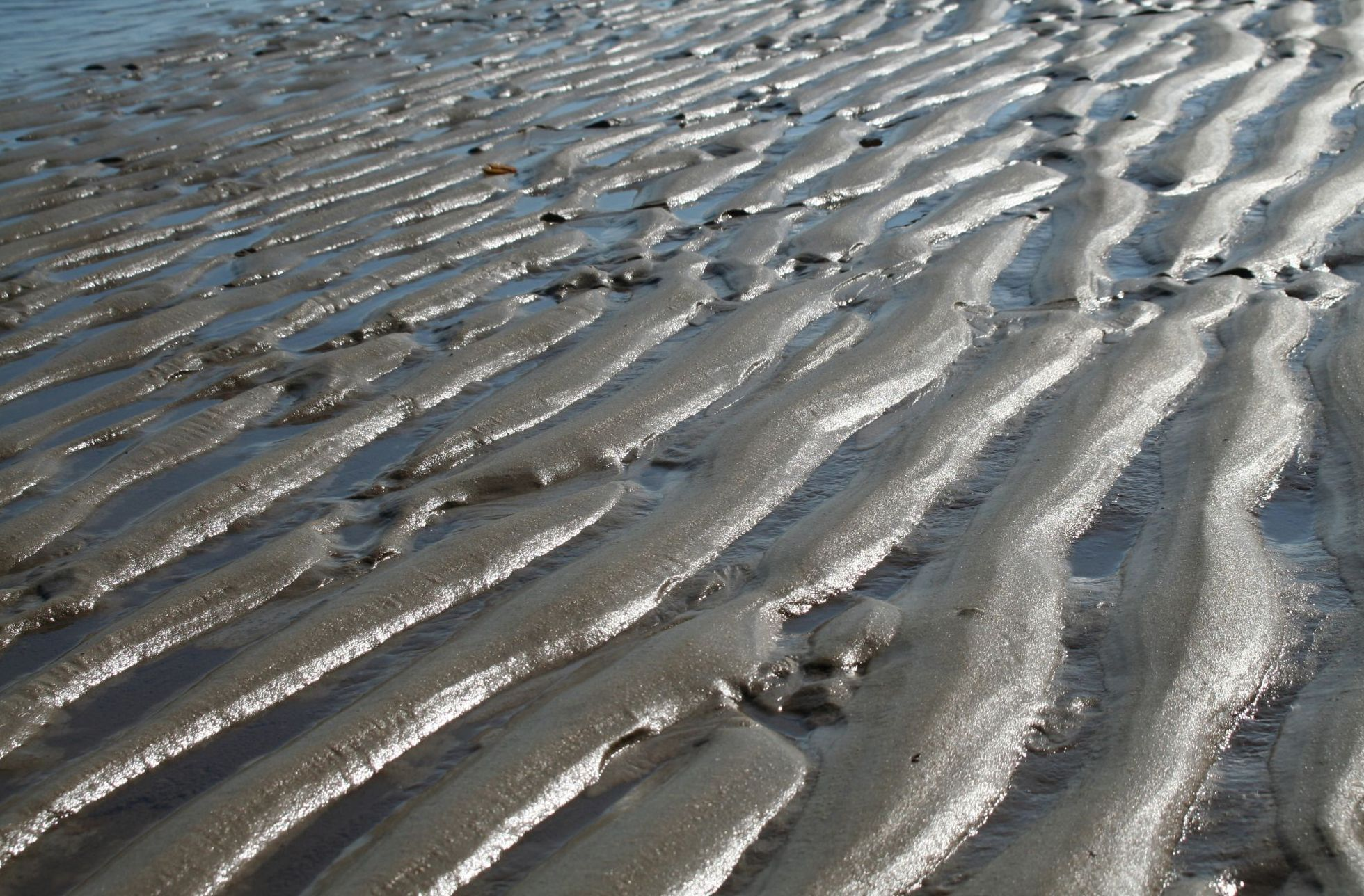
Русловая гряда прилива

Актуализм (от лат. actualis — действительный, настоящий), или униформизм — один из методологических подходов в естественных науках. Он опирается на принцип однообразия, по которому геологические процессы, происходившие в прошлые геологические эпохи, и явления, вызывавшиеся этими процессами, имеют много общего с современными.
Один из основных принципов в геологии. При общности подходов, актуализм, в отличие от униформизма, впоследствии развивался и учитывает необратимость хронологического развития атмосферы, гидросферы, биосферы, литосферы и эволюцию живых организмов.

## Термин
Термин актуализм имеет два значения:
1. Выражение теории, согласно которой в геологическом прошлом действовали те же силы и с такой же интенсивностью, как в настоящее время, поэтому знания современных геологических явлений можно без поправок распространять на геологическое прошлое любой давности.
2. Метод, при котором к пониманию прошлого идут от изучения современных процессов, но с сознанием того, что в прошлом, особенно отдаленном от современности, и физико-географическая обстановка на поверхности (и в глубинах) Земли, и сами процессы, протекавшие тогда, заведомо в некоторой степени отличались от современных и тем больше, чем более удалена от нас прошлая геологическая эпоха.

Актуализм часто ассоциируют с термином униформизм (от лат. uniformis — единообразный). Чарльз Лайель, исходя из принципа единообразия («principle of uniformity») геологических процессов, имевших место в разные периоды истории Земли, сформулировал новую теоретическую концепцию, получившую название «униформизм».
Термин униформизм (англ. uniformitarianism) предложил У. Уэвелл (Хьюэлл) в 1832 году. Принцип униформизма исходит из тех же представлений o неизменяемости системы геологических факторов во времени, но он отражает механистичность естествознания и не является сравнительно-историческим методом.

## Методология
Методология актуализма (или униформизма) есть принцип равнозначности процессов и утверждает, что геологические процессы, которые мы можем наблюдать в настоящее время, являются такими же,  какими они были в отдалённые по времени геологические эпохи. Это означает, что те непосредственные научные выводы, которые делают учёные, изучая современные геологические процессы, справедливы и для тех событий, что происходили на нашей планете сотни миллионов и миллиарды лет назад. Если, к примеру, в ископаемых слоях обнаруживаются окаменевшие русловые гряды, которые схожи с теми, что образуются в настоящее время или в недалёком прошлом (рецентные), то это означает, что появились они вследствие одинаковых геологических процессов. Таким образом, актуализм устанавливает для каждого рассматриваемого события общее научное правило по типу бритвы Оккама. В данном случае речь идёт о том, что везде, в каждом случае и во все времена действуют одни и те же законы природы.

## История
Идеи актуализма были впервые изложены в 1795 году шотландским геологом Джеймсом Хаттоном в его работе «Теория Земли» и позднее развиты Чарлзом Лайелем в главном труде учёного «Основные начала геологии» (1830 год).
В геологической науке XVIII—XIX столетий была распространена теория катастрофизма. В частности, известность имела теория Уильями Уистона, изложенная в его работе «Новая теория Земли», согласно которой геологические явления объяснялись столкновениям с кометами. Критикуя кометную теорию, Лайель основывался на идее «глубокого времени», предложенной Хаттоном. Суть её была в том, что для объяснения геологических изменений требуются длительные периоды времени.
Лайель связал свои методологические правила с теорией равнозначности измерений (градуализмом). Лайель утверждал, что в геологической истории Земли никогда не существовали фазы повышенной природной активности — эпох повышенного вулканизма или горообразования, как и скачкообразного развития различных биологических видов (положение, оказавшее влияние на развитие палеонтологии). Даже самые кардинальные изменения облика земной поверхности стали возможными лишь в результате крайне медленного процесса взаимодействия бесчисленных мелких явлений, которые одно за другим происходили на протяжении целых геологических эпох, длившихся десятки и сотни миллионов лет.
Лайелл сформулировал три основных закона: 1) геологические изменения происходят в результате медленных и постепенных процессов, которые можно наблюдать и сейчас и действуют в течение длительных периодов; 2) движущие силы геологических процессов являются присущими самой Земле, и нет необходимости привлекать для их объяснения кометы или другие космические объекты; 3) геологическая летопись не содержит свидетельств регулярных повторяющихся событий, связанных с астрономическими циклами.
Ч. Лайелю принадлежала и теория равнозначности состояний, следуя которой учёный отрицал возможность того, что когда-либо наша планета находилась в состоянии расплавленной материи, а также утверждал, что на Земле всегда существовали континенты и океаны.
Идеи Лайелла оказали значительное влияние на развитие геологии. Быстрое распространение в научной среде и признание ею идей актуализма привело к тому, что уже к 1850 году теория катастрофизма геологической наукой всерьёз более не рассматривалась. Даже открытие тектоники плит мало повлияло на доминирующий статус актуализма.
Теория Лайелла, подразумевающая, что геологические процессы происходят медленно и постепенно на протяжении длительных периодов времени, оказала влияние на Чарльза Дарвина, который также руководствовался идеями «длинного времени» и постепенных изменений в своей эволюционной теории. Сама эта теория Лайелем долгие годы отвергалась (так, он считал, что для дарвиновского эволюционного изменения видов в действительности требуются столь длительные временные промежутки, что делают саму теорию ошибочной). Лишь в конце жизни, под давлением неопровержимых фактов, Лайель был вынужден признать правоту Дарвина. Однако именно он (совместно с Хукером) настоял на публикации Дарвином его «Происхождения видов», что считается одним из ярких проявлений научной честности.
Некоторые представления о важной роли катастроф в эволюции живого возродились позже в виде неокатастрофизма. Одним из ключевых доводов его сторонников является предположение Альвареса, высказанное в 1980 году, о том, что вымирание динозавров на границе мелового и палеогенового периода было вызвано мощным столкновением с астероидом или кометой. Другие аргументы в пользу катастрофистской теории включают корреляцию массовых вымираний с гигантскими вулканическими извержениями, а также предполагаемую цикличность событий на геологической шкале.